# Felipe de León
Felipe de León (fallecido en 1728) fue un pintor español del periodo Barroco activo en Sevilla. Imita el estilo de Murillo al pintar cuadros devocionales, y al reproducir copias del maestro. Muere en Sevilla. Se presume que sea el hermano del pintor Cristóbal de León.